# 利奇菲尔德公园 (亚利桑那州)
利奇菲尔德公园（英語：Litchfield Park）是美国亚利桑那州马里科帕县下属的一座城市。面积约为3.34平方英里（约合8.7平方公里）。根据2010年美国人口普查，该市有人口5,476人，人口密度为1,653.70/平方英里。